# Lena Dunham
Pour les articles homonymes, voir Dunham (homonymie).
Lena Dunham [ˈlinə ˈdʌnəm], née à New York le 13 mai 1986, est une actrice, réalisatrice, productrice et scénariste américaine.
Elle se fait remarquer par le film indépendant Tiny Furniture (2010) qu'elle réalise et dans lequel elle incarne le premier rôle. Mais elle se fait surtout connaitre avec sa création, la série télévisée Girls (2012-2017), diffusée sur la chaîne HBO.
En 2015, elle lance Lenny Letter, une lettre d'information hebdomadaire qui se revendique féministe.
Elle fonde la société de production A Casual Romance, dont le but est de développer des contenus originaux autour de la sexualité, pour le cinéma et pour la télévision.

## Biographie

### Jeunesse et formation
Lena Dunham nait le 13 mai 1986. Elle est la fille de Laurie Simmons, artiste et photographe, et de Carroll Dunham, peintre. Elle a également une petite sœur, Grace.
Elle passe une partie de son enfance dans le quartier de SoHo, à Manhattan. Ses parents déménagent ensuite à Brooklyn.
Lena Dunham étudie à l'École Sainte-Anne (New York). Elle y rencontre son amie Jemima Kirke, qui joue dans Tiny Furniture et qui tient l'un des rôles principaux dans la série Girls.
Elle suit des cours d’écriture créative à l'université Oberlin College, où elle obtient son diplôme de fin d'études.
Son père est protestant et sa mère est juive,. Dans une interview, Lena Dunham confie se sentir « très proche de la culture juive ».

### Carrière

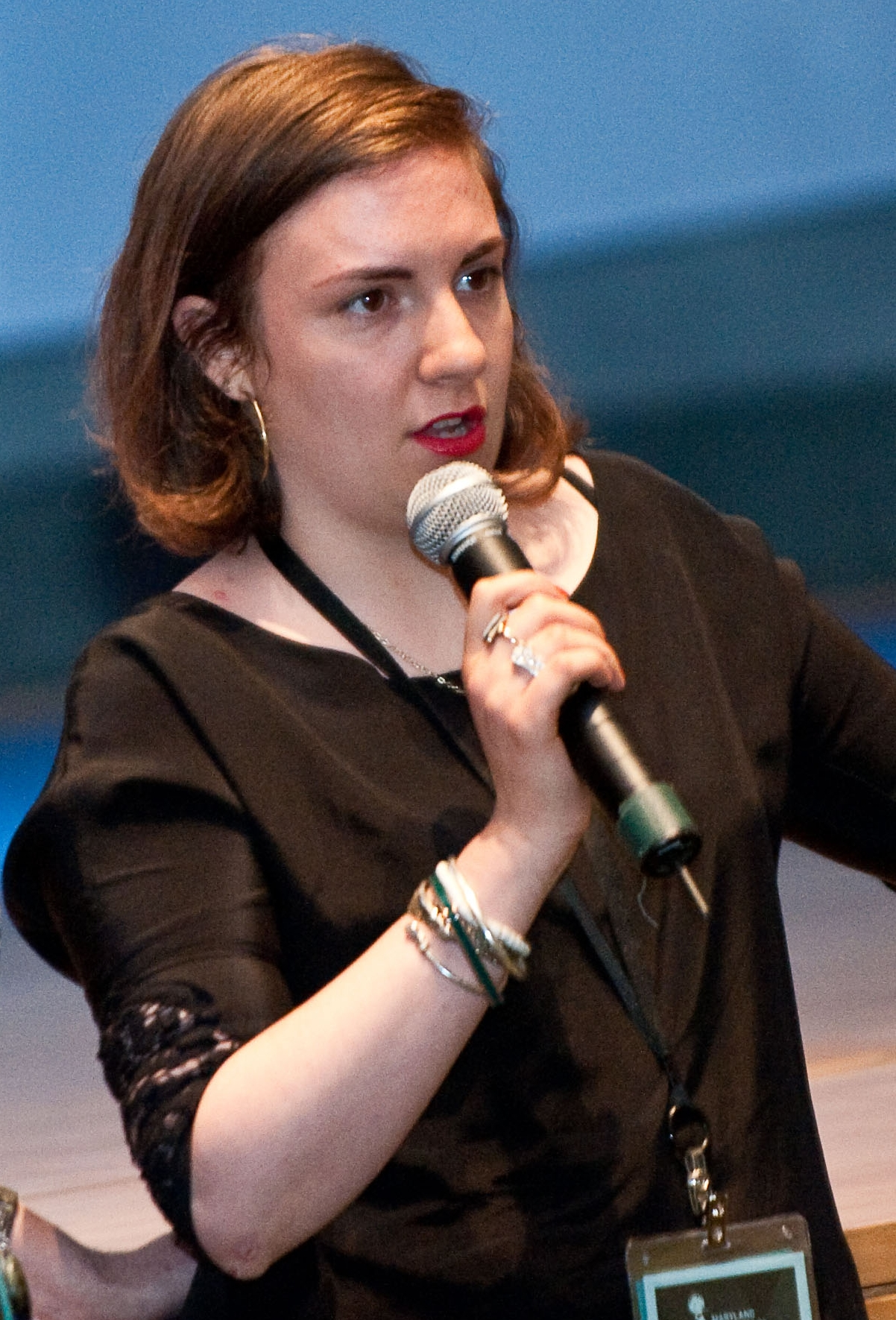
Au Festival du film de Maryland, en 2010.

Sa rencontre avec Nora Ephron, qui a réalisé son film préféré Ma vie est une comédie, lui donne envie de se lancer dans le cinéma.
Après une série de courts métrages, Lena Dunham réalise son premier long métrage, Tiny Furniture en 2010. Elle remporte le prix du Jury du festival américain indépendant South by Southwest (SXSW). Elle remporte également le prix du meilleur premier scénario aux Independent Spirit Awards. Dans ce film, elle joue Aura, le personnage principal.
En 2011, la chaîne HBO accepte de diffuser sa création, la série télévisée Girls. Girls est produite par le réalisateur américain Judd Apatow. Le pilote est diffusé pour la première fois à la télévision le 15 avril 2012.
En 2012, Lena Dunham fait une apparition dans le film Supporting Characters aux côtés de l'acteur et réalisateur Alex Karpovsky avec lequel elle avait travaillé sur Tiny Furniture et dans la série Girls.
En 2015, Lena Dunham et sa bande de Girls tournent une partie de la saison 5 à Tokyo.
En 2014, elle publie ses écrits dans Not that kind of girl aux éditions Random House. Ce livre est un guide de survie pour les femmes, en partie autobiographique. Elle signe un contrat de 3,5 millions de dollars pour la publication de ce premier livre. Passionnée d'écriture, elle rédige aussi des chroniques pour The New Yorker et des essais pour Rookie Mag, le site lancé par la blogueuse et actrice américaine Tavi Gevinson.

## Vie privée
Lena Dunham a été en couple avec le musicien Jack Antonoff durant 5 ans. En 2021, elle épouse le musicien Luis Felber.
Lors de la campagne pour l'élection présidentielle américaine de 2016, elle soutient Hillary Clinton.
En 2017, Lena Dunham souffrant d'endométriose a subi une hystérectomie à l'âge de 31 ans.

### Controverses
En novembre 2017, Lena Dunham doute dans le Hollywood Reporter du récit d'Aurora Perrineau à propos de l'agression sexuelle qu'elle aurait subie de l'écrivain Murray Miller (en). Elle s'en est par la suite rétractée et excusée.
En août 2019, à l'occasion de la première du film Once Upon A Time in... Hollywood, Lena pose sur le tapis rouge en compagnie des acteurs du film. Cependant, l'actrice sera la source de nombreuses critiques après que des photos de cet événement la montrèrent tentant d'embrasser l'acteur Brad Pitt sur les lèvres sans consentement affiché. L'actrice se défendra en pointant l'angle des photographies prises tout en affirmant : « Je ne forcerai jamais Brad Pitt à m’embrasser. Je le respecte beaucoup trop en tant qu’artiste et ami »,,.

## Filmographie

### Actrice

#### Cinéma
- 2006 : Dealing d'elle-même : Georgia (également scénariste)
- 2007 : Una & Jacques d'Amy Handley
- 2009 : The House of the Devil de Ti West : Opératrice du 911 (voix)
- 2009 : Creative Nonfiction d'elle-même : Ella (également scénariste)
- 2009 : The Viewer de Graham Reznick : la voix
- 2009 : Family Tree de Kentucker Audley (en) : Lena
- 2010 : Gabi on the Roof in July de Lawrence Michael Levine : Colby
- 2010 : Tiny Furniture d'elle-même : Aura (également scénariste)
- 2011 : The Innkeepers de Ti West : la barista
- 2012 : Supporting Characters de Daniel Schechter : Alexa
- 2012 : 40 ans : Mode d'emploi de Judd Apatow : Cat
- 2014 : Happy Christmas de Joe Swanberg : Carson
- 2015 : Sky de Fabienne Berthaud : Billie
- 2016 : Place à l'impro de Mike Birbiglia : elle-même
- 2016 : My Art de Laurie Simmons : Meryl
- 2016 : My Entire High School Sinking Into the Sea de Dash Shaw : Mary (voix)
- 2019 : Once Upon a Time... in Hollywood de Quentin Tarantino : Catherine Share
- 2020 : Le Beau Rôle (The Stand-In) de Jamie Babbit : Lisa
- 2022 : Sharp Stick d'elle-même : Heather
- 2024 : Voyage avec mon père (Treasure) de Julia von Heinz : Ruth

#### Télévision
- 2009 : Delusional Downtown Divas : Oona (pilote - également scénariste et productrice)
- 2011 : Mildred Pierce : une infirmière (mini-série, 2 épisodes)
- 2012-2017: Girls : Hannah Horvath (rôle principal - 62 épisodes - également créatrice, scénariste et productrice exécutive)
- 2014-2016 : Adventure Time : Betty Grof (voix - 3 épisodes)
- 2015 : Scandal : Suzanne Thomas (saison 4, épisode 16)
- 2015 : Sept jours en enfer de Jake Szymanski : Lanny Denver
- 2015 : Les Simpson : Candace / Hannah Horvath (voix - saison 27, épisode 1)
- 2016 : High Maintenance : elle-même (saison 1, épisode 5)
- 2017 : American Horror Story : Valerie Solanas (saison 7, épisode 7)

#### Clip
- 2015 : Bad Blood de Taylor Swift, réalisé par David Gould et Joseph Kahn : Lucky Fiori

### Scénariste
- 2012 : Nobody Walks de Ry Russo-Young (film)
- 2013 : Choose You de Spike Jonze et Chris Milk (court métrage)
- 2014 : Cover Girl de Henry Joost et Ariel Schulman (court métrage)
- 2018 : Camping (série télévisée, 8 épisodes - également productrice exécutive)
- 2022 : Sharp Stick d'elle-même

### Productrice
- 2015 : It's Me, Hilary: The Man Who Drew Eloise de Matt Wolf (documentaire)
- 2016 : Suited de Jason Benjamin (film)
- 2017 : Tokyo Project de Richard Shepard (court métrage)
- 2022 : Sharp Stick d'elle-même
- 2024 : Treasure de Julia von Heinz

### Réalisatrice
- 2006 : Dealing (court métrage - également scénariste)
- 2006 : Pressure (documentaire)
- 2007 : Tight Shots (pilote - également scénariste)
- 2007 : Open the Door (court métrage)
- 2007 : Hooker on Campus (court métrage)
- 2009 : Delusional Downtown Divas (pilote - également scénariste et productrice)
- 2009 : Creative Nonfiction (film)
- 2010 : Tiny Furniture (film)
- 2012-2017 : Girls (série télévisée, 19 épisodes)
- 2013 : Best Friends (court métrage)
- 2016 : Max (téléfilm - également productrice exécutive)
- 2017 : 100 Years (court métrage - également productrice)
- 2020 : Industry (série télévisée, 1 épisode)
- 2020 : Who Will You Be ? (court métrage)
- 2022 : Sharp Stick (également scénariste et productrice)
- 2022 : Catherine Called Birdy

- 2022 : Both pour Issy Wood (clip)[24]

## Distinctions
Cette section récapitule les principales récompenses et nominations obtenues par Lena Dunham. Pour une liste plus complète, se référer au site IMDb.

### Récompenses
- Los Angeles Film Critics Association Awards 2010 : New Genaration Award pour Tiny Furniture
- Sarasota Film Festival 2010 : Independant Visions Awards pour Tiny Furniture
- South by Southwest 2010 : 
  - Special Jury Award pour Tiny Furniture
  - SWSW Competition Award pour Tiny Furniture
- Film Independent's Spirit Awards 2011 : meilleur premier film pour Tiny Furniture
- 66e cérémonie des British Academy Film Awards 2013 : BAFTA TV Award du meilleur programme international pour Girls
- 65e cérémonie des Directors Guild of America Awards 2013 : Meilleur réalisateur de série télévisée comique pour Girls
- Gracie Allen Awards 2013 : meilleure réalisatrice pour Girls
- 70e cérémonie des Golden Globes 2013 : meilleure actrice dans une série télévisée musicale ou comique pour Girls
- Writers Guild of America Awards 2013 : meilleure nouvelle série télévisée pour Girls

### Nominations
- South by Southwest 2009 : Emerging Woman Award pour Creative Nonfiction
- Gotham Independent Film Awards 2010 :
  - meilleure révélation en tant que réalisateur pour Tiny Furniture
  - meilleure distribution pour Tiny Furniture
- Alliance of Women Film Journalists 2011 : 
  - meilleure révélation pour Tiny Furniture
  - meilleure réalisation par une femme dans un film pour Tiny Furniture
- 2e cérémonie des Critics' Choice Television Awards 2012 : meilleure actrice dans une série télévisée comique pour Girls
- 64e cérémonie des Primetime Emmy Awards 2012 : 
  - meilleure actrice dans une série télévisée comique pour Girls
  - meilleure série télévisée comique pour Girls
  - meilleure réalisation pour une série télévisée comique pour Girls
  - meilleur scénario pour une série télévisée comique pour Girls
- 17e cérémonie des Satellite Awards 2012 : meilleure actrice dans une série télévisée musicale ou comique pour Girls
- Television Critics Association Awards 2012 : meilleure actrice dans une série télévisée comique pour Girls
- 3e cérémonie des Critics' Choice Television Awards 2013 : meilleure actrice dans une série télévisée comique pour Girls
- 65e cérémonie des Primetime Emmy Awards 2013 : 
  - meilleure actrice dans une série télévisée comique pour Girls
  - meilleure série télévisée comique pour Girls
  - meilleure réalisation pour une série télévisée comique pour Girls
- 18e cérémonie des Satellite Awards 2013 : meilleure actrice dans une série télévisée musicale ou comique pour Girls
- Television Critics Association Awards 2013 : meilleure actrice dans une série télévisée comique pour Girls
- TV Guide Awards 2013 : actrice préférée pour Girls
- Writers Guild of America Awards 2013 : meilleure série télévisée comique pour Girls
- American Comedy Awards 2014 : meilleure actrice dans une série télévisée comique pour Girls
- 71e cérémonie des Golden Globes 2014 : meilleure actrice dans une série télévisée musicale ou comique pour Girls
- 66e cérémonie des Primetime Emmy Awards 2014 : meilleure actrice dans une série télévisée comique pour Girls
- 72e cérémonie des Golden Globes 2015 : meilleure actrice dans une série télévisée musicale ou comique pour Girls

### Vidéos
- « Lena Dunham danse le Vogue. ».
- « "Votre première fois", la pub avec Lena Dunham qui irrite les républicains. ».